# ポケットモンスター XY
『ポケットモンスター XY』（ポケットモンスター エックスワイ、英名 : Pokémon The Series: XY）は、ゲームソフト「ポケットモンスターシリーズ」を原作とするOLM制作の日本のテレビアニメ。テレビ東京系列などで2013年10月17日から2016年11月10日まで放送された。『ポケットモンスター ベストウイッシュ シーズン2』の続編でアニメ版ポケットモンスターシリーズとしては第5シリーズとなる。テレビ東京開局50周年特別企画。
本項では2015年10月29日から開始された『ポケットモンスター XY&Z』（ポケットモンスター エックスワイアンドゼット）についても記載し「XY&Z」と表記する。また、同月22日放送分以前をまとめて示す部分は「XY編」または「XY」と表記する。
また、アニメ版ポケットモンスターのシリーズ作品を示す際は必要に応じ、1997年から2002年に放送された『ポケットモンスター』は「PM」、『アドバンスジェネレーション』は「AG」、『ベストウイッシュ』は「BW」、『サン&ムーン』は「SM」、2019年から2023年に放送された『ポケットモンスター』は「PM2」と表記する。

## 概要
ゲーム『ポケットモンスター X・Y』の発売に合わせてスタートした新シリーズ。通例通り一部のキャラクターと舞台を一新したシリーズで、BWシーズン2 デコロラアドベンチャー最終話と直接繋がる形でストーリーが展開される。
タイトルからも分かるように本作（XY・XY&Z両方）は当時発売している本編ゲーム『ポケットモンスター X・Y』をベースとした作りをしている。
BW第61話からCM前後のアイキャッチで行われていたポケモンのシルエットクイズは引き続き継続されているが、今作では画面右側に表示されたシルエットが描かれた4枚のカードから、画面左側に表示されたポケモンのシルエットと同じものを選ぶ形式に変更された。基本的にCM前のナレーションはサトシたちの場合が多いが、第14話以降はその話に登場するゲストキャラが読み上げることが多くなる。
本作の次回予告は冒頭でサトシとピカチュウが登場するアニメーションが入り、サトシが「さあみんな！
一緒に行こうぜ！次の冒険へ!!」と言ってモンスターボールを投げて本編映像に入る形式となっている。

### シーズン1（XY）
前週にあたる2013年10月10日には、放送直前スペシャルとして『「ポケットモンスター XY」放送直前SP 〜ロード to カロス〜』が放送され、カロス地方へ向かう飛行機の中でサトシが見た夢の中でこれまでの冒険を振り返る内容となっている。また、同年10月14日には第1話の先行上映会が全国のショッピングモールで開催され、同日のニコファーレでのニコニコ生放送でも実施された。テレビ東京系では、初回となる2013年10月17日には、スタートスペシャルとして、第1話と第2話が連続の1時間スペシャルとして放送された。初回視聴率は5.3%。10月19日には、アメリカ・スペイン・ドイツ・イタリアにおいて、『Pokémon the Series: XY』というタイトルで、第1話と第2話が世界同時放映された。
エンディング後にはおまけコーナー「オーキド博士のポケモンホロキャスター」がスタートする。内容は「オーキド博士のポケモン講座」等と同様のものである。第6世代以前のポケモンも紹介されるが、映像は「XY」での場面のみに統一されている。前作の「オーキド博士のポケモンライブキャスター」とは違い、紹介されるポケモンも実際に登場し、オーキド博士がポケモンの技を食らって酷い目に合うという定番のオチが復活している。さらに前作（BWシーズン2）でオーキド博士がゲットしたロトムも登場している。なお、これまではポケモンに鳴き声は使われなかったが、今作ではロトムも含め初めてポケモンに鳴き声が付いた。第66話からは映画に先駆けて新ポケモン・フーパも登場している。
サブタイトルが表示される前の数秒間に最初サトシ、セレナ、シトロン、ユリーカの4人の立ち絵が表示され、その後にこの4人の中で主役になるキャラや関係がある話ではそのキャラが右に立ち絵として映し出される。しかしこの4人が主役ではない場合も基本、サトシが右の立ち絵になることが多い。またロケット団やポケモンが主役になる回も右の立ち絵になることがある（ピカチュウやデデンネなど）。第60話でセレナがイメチェンしたことにより、第61話より立ち絵が変更された。また第14話と第78話はサブタイトルが別仕様で表示されたことにより、立ち絵も表示されなかった。
提供の読み上げではBWまではサトシ或いはサトシと一緒に旅をするトレーナーが読み上げ、その後に読み上げたトレーナーの所持ポケモンの内一匹が鳴くが、『XY』ではサトシに統一され、鳴くポケモンもピカチュウに固定されている。第67話からは提供画面でピカチュウが「ゲッタバンバン」の振り付けを踊るアニメーションが追加された。第68話から第86話の次回予告後の提供画面は「ガオガオ・オールスター」の一場面に変更され、第70話から第86話まではフーパのアニメーションが、第87話からはサトシのアニメーションが追加された。
番組構成は第65話まではアバン→OP→Aパート→アイキャッチ→提供クレジット→CM→アイキャッチ→Bパート→CM→ED→オーキド博士のポケモンホロキャスター→CM→次回予告→提供クレジットの順であったが、第66話からはアバン→OP→提供クレジット→CM→Aパート→アイキャッチ→CM→アイキャッチ→Bパート→CM→ED→オーキド博士のポケモンホロキャスター→CM→次回予告→提供クレジットの順に変更された。
前作から引き続き字幕放送を実施。その中の字幕では、サトシの台詞は黄色、シトロンの台詞は水色、ユリーカの台詞は緑色、それ以外の登場キャラクターは白で表記される。
2014年春の改編で、2013年4月から水・木曜のみ行われていた18:30 - 19:00枠のアニメを月・火・金曜にも設置することになったため、19時台の月・火のバラエティ番組は18:57開始、金は18:58開始にそれぞれ縮小、土・日曜は18:30開始を継続し、そして水曜19時枠には18:57より音楽バラエティ番組『THEカラオケ★バトル』を編成するが、本作は引き続き19:00開始を継続、その結果、テレビ東京の19時番組で19時またぎでないのは本作が初となる。また、『妖怪ウォッチ』が金曜日18:30へ移動したことで2001年10月から12年半続いた水曜19時台のアニメ枠が廃止になったため、テレビ東京のゴールデンタイムのアニメ枠は当番組と直後の『NARUTO -ナルト- 疾風伝』が放送されている木曜19時台のみとなった。テレビ東京のゴールデンタイムのアニメ枠が木曜のみになるのは1997年4月から1998年9月以来15年半ぶりで、木曜19時台のみになるのは1993年4月から同年9月以来20年半ぶりとなる。
今作から、前作まであった作画枚数の制限が撤廃されている。そのためトレーナーがモンスターボールを投げる、技の指示を出す及びポケモンが技を出すといったシーンでは、通常背景の代わりとなっていた流PANBG（流背）による流PAN表現や、イメージBGのFollow撮影が廃止され、劇場版のようにその場所に合わせた背景が使われるようになった。また、ポケモンバトルシーンにおいて迫力・臨場感のあるバトルが見られるようになっており、特に2015年4月9日放送の「ミアレジム戦！サトシVSシトロン!!」では作画枚数が1話分としては異例の1万枚を使用している。
なお、バトル前には「○○VS○○」とゲームで出るようなカットインが入る演出がされている（状況によってはカットされることもある）。

### シーズン2（XY&Z）
2015年10月29日より新シリーズに突入し、『ポケットモンスター XY&Z』のタイトルで放送開始。初回は『ポケットモンスター XY 特別編 最強メガシンカ Act IV』と2本立ての1時間スペシャルとして放送された。また、同年12月31日の2時間スペシャルにおいても、CMを除いて、それと全く同じ形式で放送された。
『XY』でヒャッコクジムのゴジカに勝利した後の位置づけとなっており、舞台・登場キャラ・設定が引き継がれるほか、『最強メガシンカ』に登場したキャラクターも登場しており、『XY』と『最強メガシンカ』がリンク（交差）することが特徴ともなっている。『XY』での総作画監督は広岡トシヒトが単独で担当していたが、本作では広岡トシヒトと小山知洋が数話ごとに担当しており、共同で担当した回もある。
サトシゲッコウガ、ジガルデ・コア、ジガルデ・セル、ジガルデ・10%フォルム、ジガルデ・パーフェクトフォルムが登場し、『XY』には登場しなかった第6世代のポケモンも登場するようになる。なお、ジガルデのフォルムチェンジやサトシゲッコウガはゲームにおいては第7世代『ポケットモンスター サン・ムーン』で登場する。
サブタイトルの表示やアイキャッチ、提供は『XY』を引き継いでいる。OP後の提供クレジットのアニメーションはピカチュウからプニちゃん（ジカルデ・コア）に変更された。第25話（通算118話）以降は、Aパート後の提供ではボルケニオン、次回予告後の提供ではマギアナに変更されている。2015年11月5日放送の第2話（通算95話）「熱血ハリボーグ！狙われたプニちゃん!!」で通算900回目の放送を達成した。
エンディング後のおまけコーナーは「オーキド博士のポケモンホロキャスター」に替わり、施設やポケモン等にスポットを当てた様々なテーマを混ぜ込んだコーナーが始まり、幾つかに分けられている。その回の後日談を放送する場合もあり、「オーキド博士のポケモンホロキャスター」では使われなかった劇場版を含む過去の映像が使われている。テレビ東京系列で2016年1月28日に放送された第12話（通算第105話）内のミニコーナー「パフォーマー通信」では、OLM内に新設されたデジタル作画チームにより、シリーズにおいては初となるデジタル作画が行われている。
2016年4月7日より、放送時間を5分繰り上げ、18:55 - 19:25の放送となる。本アニメシリーズの放送時間帯変更はPMが木曜19時枠にて放送再開した1998年4月以来18年振りとなる。これにより、テレビ東京の19時の番組が月曜から木曜は18:55開始に統一、金曜のみ18:53開始（2016年7月1日まで）→18:55開始（2016年7月8日から）、土日は18:30開始のため、全ての番組が19時またぎ（フライングスタート）になる。なおテレビ東京木曜19時台番組が19:00またぎになるのは、1980年5月 - 9月間の『伝説巨神イデオン』（18:45 - 19:15。この後金曜19:30に移動）以来、実に35年半振りである（「テレビ東京」に社名変更後では初）。18:55開始になると同時に、番組構成が65話以前のものに戻された。
オー・エル・エムは、2016年4月4日付けでイマジカ・ロボット ホールディングス（現・IMAGICA GROUP）の子会社になったことに伴い、本作はオー・エル・エムとIMAGICA（現・IMAGICA Lab.）の初の共同制作作品となる。
2016年11月18日にポケットモンスターシリーズ完全新作『ポケットモンスター サン・ムーン』が発売されるにあたり、アニメも発売前日より新シリーズ『ポケットモンスター サン&ムーン』が開始されることになった。本作は2016年10月27日放送の第47話（通算140話）で最終回となり、翌週からは2週にわたり番外編が放送された。番外編はプラターヌ博士とパンジーが遺跡を調査する物語と、サトシ・セレナと別れた後のシトロンとユリーカとデントのミアレシティでの物語となった。
本作の最終回は『DP』同様に、サトシが次作での新地方（本作ではアローラ地方）に向かわず、カントー地方にあるマサラタウンの実家に帰宅するシーンで幕を閉じた。本編終了時のクレジットは筆記体表記の「and to our own way」と表示されたのは今作が初であった。ヒロインのセレナもサトシがカントー地方に帰還する前にホウエン地方に旅立ち別れている。また、シリーズ初の本編中に一切ナレーションの入らない回となった他、次作へ直接つながる展開はない。次作『SM』はサトシと母親のハナコがアローラ地方へ観光旅行に訪れるという内容でスタートし、ストーリーもアローラ地方での学校生活が主になり、その後の『新無印』もジム戦を主軸とせず、拠点を固定して全地方に短期出張する形式を採っているため、PMから続いてきた「サトシが地方を旅しながらジム戦を重ねる」というストーリーは本作をもって終了した。
タイトル名の変更こそあったものの、DP以来となる、シリーズ中での舞台の変更はなく、初回から最終回まで一貫してカロス地方での旅という形となった。

## あらすじ

### XY編
イッシュ地方での旅を終え、アイリスとデントと別れ、カントー地方に帰還したサトシとピカチュウは、ポケモンマスターになるという夢を追い、デコロラ諸島で知り合ったポケモンルポライターのパンジーと共にカロス地方へとやって来た。謎のポケモンと新たなライバル、そして新たな仲間。シトロンとユリーカの兄妹やセレナと旅をするサトシの冒険が再び始まった。

### XY&Z編
ヒャッコクジムのジムリーダー・ゴジカに勝利し、7つ目のジムバッジを入手したサトシ達は8つ目のポケモンジムがある街・エイセツシティに向けて、旅を続けていた。その道中、一行は正体不明のポケモン「プニちゃん（ジガルデ・コア）」を旅に連れていくのだが、「プニちゃん」は謎の集団・フレア団に狙われていた。そしてサトシのゲコガシラにも変化が起きる。

## 登場人物
- 既存キャラクター
  - 前作から引き続きサトシ、サトシのピカチュウ、ロケット団、オーキド博士、ハナコが登場。
  - サトシはゲーム版『X・Y』の男主人公に合わせ、衣装が変化している[注 21]。
  - ロケット団は『BW』同様に登場しない回もあるが、『BW』前半のシリアスな性格ではなく、『DP』以前のようなコミカルな描写が主。ただし、バトルのテクニックや作戦に使われるメカなどは『BW』時代のものをそのまま用いていることもある。
  - 『BW』で一度レギュラーを外れたムサシのソーナンスは本作で再びレギュラーに復帰[注 22]し、本作よりEDのクレジット位置がニャースの下に変更となった。
  - ゲーム『X・Y』は歴代世代の様々なポケモンがカロス図鑑に載っているが、エンディングを迎えてもカロス図鑑に載っていないポケモン(化石ポケモンを除く)が『フレンドサファリ』にしか登場しない。それを踏まえてか、ロケット団のニャースやバシャーモ仮面(リモーネ)のバシャーモといった一部を除いたカロス図鑑に載っていないポケモンの登場は少ない。
  - シリーズの中で前作までのヒロインがゲスト出演しなかったのはシリーズで初となる。前作『BW』のヒロインであるアイリスは本作には登場しなかったが[注 23]、XY&Z最終回後の特別編では、デントが登場した。なお、第22話ではサトシがヒカリのポッチャマについて少しだけ語っていた。
  - シリーズの中で初めて、サトシの以前のポケモンが一切登場していないが、フシギダネ・ゼニガメ・リザードン・ジュカインなどサトシがゲットしたことのあるポケモンの別個体が登場している。
  - なお、PMからDPまでレギュラーを務め、BWの番外編に登場したタケシは一切登場しない[注 24]。
- 新キャラクター
  - メインヒロインにゲーム版女主人公をモチーフにしたセレナが採用された（『DP』のヒカリ以来）。途中の第60話からは髪を切り衣装も変更している。
  - タケシ、デントと同様にジムリーダーであるシトロンが旅に同行している。
  - シトロンの妹であるユリーカが旅に同行している。『AG』のマサト以来となる10歳未満の仲間のポジションであり、女性キャラが2人以上メインキャラとなり、ダブルヒロインとなったのは今作が初。
  - ユリーカ（実際の持ち主はシトロン）のポケモンであるデデンネはアイリスのキバゴ、ヒカリのポッチャマと同じようにボールに入らず常にユリーカのポシェットに収納されている[注 25][注 26]。
  - ジョーイ・ジュンサーのデザインや声優は『BW』同様一新された。手持ちのポケモンはそれぞれプクリンとライボルトに変更された。

以下の人物・団体は個別項目を参照。
サトシと手持ちポケモン
- サトシ - 松本梨香
  - ピカチュウ - 大谷育江
  - サトシのポケモン (XY)

メインキャラクター
- セレナ - 牧口真幸
- シトロン - 梶裕貴
  - デデンネ - 佐藤恵

- ユリーカ - 伊瀬茉莉也

ロケット団
- ムサシ - 林原めぐみ
- コジロウ - 三木眞一郎
- ニャース - 犬山イヌコ
- ソーナンス - うえだゆうじ

準メインキャラクター
- サナ - 小堀友里絵
- ティエルノ - 勝杏里
- トロバ - 藤井美波
- ショータ - 大谷育江
- アラン - 小野賢章
- ジョーイ - 赤﨑千夏
- ジュンサー - 石松千恵美
- パンジー - 遠藤綾

その他のキャラクター
- オーキド博士 - 石塚運昇
- ハナコ - 豊島まさみ
- デント - 宮野真守
- ジムリーダー
- 四天王・チャンピオン

## スタッフ
監督は矢嶋哲生に、キャラクターデザインは広岡トシヒトになるなど、一部のスタッフが刷新されている。吉川兆二は本作から役職が「アニメーションコーディネーター」に変更され、吉川に代わり野本岳志、折方崇志がアソシエイトプロデューサーを担当する。今作を最後に無印開始から務めていた神田修吉、小田部羊一、金村勝義、辺見俊夫が降板した。
- 原案 - 田尻智、増田順一、杉森建
- スーパーバイザー - 石原恒和
- アニメーション監修 - 小田部羊一
- 企画 - 福永晋（第1話 - 第48話）→宮原俊雄（第49話 - 第142話）、浅井認（第1話 - 第110話）→岡本順哉（第111話 - 第142話）
- アソシエイトプロデューサー - 野本岳志（第1話 - 第110話）→折方崇志（第111話 - 第142話）
- アニメーションコーディネーター - 吉川兆二
- 総監督 - 湯山邦彦
- 監督 - 矢嶋哲生、冨安大貴[注 29]（第124話、第141話、第142話）
- 副監督 - 冨安大貴（第94話 - 第123話）
- シリーズ構成 - 冨岡淳広
- 設定制作 - 伊藤史哉（第1話 - 第42話・第50話）→川越一生（第43話 - 第49話・第51話 - 第142話）
- 設定協力 - GAME FREAK inc.、The Pokémon Company
- キャラクター設定 - 松島賢二、西野弘二、松宮稔展
- キャラクター原案[注 30] - 藤原基史、森本茂樹、吉田宏信、海野隆雄、外山健吉、渕野大樹、大村祐介、李ヒョンジョン、鶴田沙綾、井部真那、田上怜子、藤原麻衣子、水谷恵、大久保智彦、ジェイムスターナー、河本幸（第3話 - 第142話）、菜花健作（第49話 - 第142話）、北風友裕[注 31]、大谷真代（第3話 - 第142話）、ありがひとし（第3話 - 第142話）、にしだあつこ、森次慶子（第1話 - 第2話）、江尾可奈子（第3話 - 第142話）
- キャラクターデザイン - 広岡トシヒト
- アニメポケモンデザイン - 一石小百合、松原徳弘、毛利和昭、佐藤和巳
- メカデザイン - 小川智樹（第96話、第102話、第103話、第108話、第110話、第111話、第112話、第115話、第117話、第118話、第123話、第131話、第133話、第139話、第142話）、尼野浩正（第108話、第117話、第137話）
- 総作画監督 - 広岡トシヒト（第1話 - 第116話、第119話 - 第122話、第127話 - 第132話、第135話 - 第140話）、小山知洋（第98話、第101話 - 第108話、第110話、第117話、第118話、第123話 - 第126話、第133話、第134話、第141話、第142話）
- 美術監督 - 金村勝義
- 色彩設計 - 吉野記通
- 撮影監督 - 白井久男
- 編集 - 辺見俊夫
- 音響監督 - 三間雅文
- 音楽 - 宮崎慎二
- 一部原曲・作曲 - 景山将太、足立美奈子、佐藤仁美、一之瀬剛
- 音楽プロデューサー - 佐野弘明
- 音楽協力 - テレビ東京ミュージック
- ナレーション - 石塚運昇
- 協力 - ジェイアール東日本企画
- プロデューサー - 佐々木亮（第1話 - 第21話）→細谷伸之（第22話 - 第43話）→松山進（第44話 - 第142話）、田中茂裕、村椿拓郎
- アニメーションプロデューサー - 神田修吉（第1話 - 第21話）→加藤浩幸（第22話 - 第142話）
- アニメーション制作 - OLM Team Kato
- 製作 - テレビ東京、MEDIANET、ShoPro

## 主題歌
前作に引き続きPIKACHU RECORDSのレーベルが使用されなくなっており、ソニーミュージック系の曲を使用。
XY&Zの主題歌はいずれも「アニメ『ポケットモンスターXY&Z』キャラソンプロジェクト」に基づいたキャラクターソングとして制作されている。

### オープニングテーマ
XY
| 話数  | 曲名           | 歌手     | 概要 |
| ----- | -------------- | -------- | --- |
| 1-27  | V              | 遊助     | 番組タイトルがオープニングの終盤にクレジットされるのは、『チャレンジャー!!』以来となった。第35話以降は不定期に挿入歌として使用されている。本編最終回となった第140話では表記は挿入歌になっているが、事実上のエンディングとしてフルサイズで使用され、本編のダイジェストシーンが挿入された。 |
| 28-54 | メガV          | 遊助     | 2014年の長編映画『破壊の繭とディアンシー』のオープニングテーマでもあり、テレビ東京系列の本放送時の第36話から第40話までは劇中の映像が流れていた。また、第44話以降、映像の一部が変更された。                                                                                                |
| 55-93 | ゲッタバンバン | 佐香智久 | 第61話と第71話から、映像の一部がそれぞれ変更された。第82話から第86話まではテレビ東京系列の本放送時のみ『光輪の超魔神 フーパ』の劇中の映像が流れていた。第67話以降は不定期に挿入歌としても使用されている。                                                                                 |
XY&Z
| 話数   | 曲名 | 歌手                | 概要 |
| ------ | ---- | ------------------- | --- |
| 94-142 | XY&Z | サトシ （松本梨香） | これまで松本の主題歌はPIKACHU RECORDSのレーベルが使われていたが、同レーベルの消滅により、今回からSME Recordsが使われている。2016年の長編映画『ボルケニオンと機巧のマギアナ』のオープニングテーマでもあり、テレビ東京系列の本放送時の第127話から第131話までは劇中の映像が流れていた。無印編の「めざせポケモンマスター」以来続いてきた本シリーズの概説文が今回で最後になった。 |

### エンディングテーマ
XY
| 話数  | 曲名                   | 歌手                              | 概要                                                                                         |
| ----- | ---------------------- | --------------------------------- | -------------------------------------------------------------------------------------------- |
| 1-27  | X海峡Y景色             | J☆Dee'Z                           | 3話ごとに歌詞が1番→2番→3番と変わり、ローテーションしている。                                 |
| 28-45 | ピースマイル!          | J☆Dee'Z with ピカチュウ(大谷育江) | 2014年の短編映画『ピカチュウ、これなんのカギ?』のエンディングテーマとしても使用された。      |
| 46-67 | ドリドリ               | 中川翔子                          | 第60話以降、映像の一部が変更された。第64話以降は不定期に挿入歌として使用されている。         |
| 68-93 | ガオガオ・オールスター | Little Glee Monster               | 2015年の短編映画『ピカチュウとポケモンおんがくたい』のエンディングテーマとしても使用された。 |
XY&Z
| 話数                                       | 曲名               | 歌手                                      | 概要 |
| ------------------------------------------ | ------------------ | ----------------------------------------- | --- |
| 94-106 108-112 114-123 125-128 132-134 141 | プニちゃんのうた   | ユリーカ （伊瀬茉莉也）                   | 第105話以降は、本編内でも歌っており、作中ではユリーカが作った歌という設定になっている。かないの代役期間中に使用開始されたが、歌唱はオリジナルキャストの伊瀬が担当。                                            |
| 107                                        | ロケット団 団歌    | ロケット団 （ムサシ、コジロウ、ニャース） | これまでロケット団の主題歌及び渡部チェルの編曲はPIKACHU RECORDSのレーベルが使われていたが、同レーベルの消滅により今回からSME Recordsが使われている。第103話以降は一部の回でインストがBGMとして使用されている。 |
| 113 138                                    | ドリドリ           | セレナ （牧口真幸）                       | セレナ役の牧口真幸によるカバーではあるが、本曲がエンディングテーマとして使用されるのは第67話以来となる。第113話ではセレナがこの曲を歌っている。                                                                |
| 124 137 142                                | キラキラ           | シトロン （梶裕貴）                       | シトロン役の梶裕貴によるカバーである。 |
| 129-131                                    | ピカチュウのうた   | ピカチュウ （大谷育江）                   | ピカチュウが歌を歌っており、全編がポケモンの言葉で歌唱される主題歌はシリーズ初。 |
| 135 136 139                                | ニャースのバラード | ニャース （犬山イヌコ）                   | |

### 挿入歌
ノンクレジット。インストゥルメンタルとして流れたものは除く。
- 「V」（第21話、第35話、第37話、第43話、第46話、第51話、第52話、第56話、第58話、第61話、第62話、第77話、第135話）
- 「ドリドリ」（第64話、第80話、第90話、第91話、第101話、第105話、第109話、第113話、第138話）※113、138話はセレナVer.
- 「メガV」（第93話）
- 「ゲッタバンバン」（第67話、第68話、第75話、第78話、第108話、137話）
- 「キラキラ」（第84話、第86話、第88話、第104話）
- 「ロケット団 団歌」（第103話、第104話、第106話、第107話、第113話）
- 「XY&Z」（第106話、第110話、第116話、第128話）

## 各話リスト
放送日は全てテレビ東京系列のもの。話数は放送順。

### XY（各話リスト）
| 話数 | サブタイトル                                                     | 放送日          | 脚本     | 絵コンテ     | 演出              | 作画監督                                          |
| ---- | ---------------------------------------------------------------- | --------------- | -------- | ------------ | ----------------- | ------------------------------------------------- |
| 1    | カロス地方にやってきた！夢と冒険のはじまり!!                     | 2013年 10月17日 | 冨岡淳広 | 矢嶋哲生     | 末田宜史          | 志村泉 堤舞                                       |
| 2    | メガシンカとプリズムタワー！                                     | 2013年 10月17日 | 冨岡淳広 | 飯島正勝     | 末田宜史          | 田島瑞穂 松田真路 松永香苗                        |
| 3    | ケロマツVSヤヤコマ！空中機動バトル!!                             | 10月24日        | 冨岡淳広 | 外山草       | 西田健一          | 緒方厚 小山知洋                                   |
| 4    | ピカチュウとデデンネ！ほっぺすりすり!!                           | 10月31日        | 大橋志吉 | 冨安大貴     | 冨安大貴          | 松田真路                                          |
| 5    | ハクダンジム戦！華麗なるビビヨンの舞バトル!!                     | 11月7日         | 藤田伸三 | 池添隆博     | うえだしげる      | 志村泉                                            |
| 6    | 氷上決戦！ピカチュウVSビビヨン!!                                 | 11月14日        | 藤田伸三 | 浅田裕二     | 浅田裕二          | 岩根雅明                                          |
| 7    | セレナにおまかせ!?激走サイホーンレース！                         | 11月21日        | 面出明美 | 尼野浩正     | 内田裕            | 内田裕                                            |
| 8    | ポケモントリマーとトリミアン！                                   | 11月28日        | 大橋志吉 | 樋口香里     | 末田宜史          | 堤舞                                              |
| 9    | ミアレジム攻略！シトロンの秘密!!                                 | 12月5日         | 米村正二 | 古賀一臣     | 古賀一臣          | 夏目久仁彦                                        |
| 10   | ハリマロンVSメガメガニャース!!                                   | 12月12日        | 武上純希 | 尼野浩正     | 古賀一臣          | 案浦達哉                                          |
| 11   | 竹林の追跡！ヤンチャムとゴロンダ!!                               | 12月19日        | 冨岡淳広 | 西田健一     | 西田健一          | 小山知洋                                          |
| 12   | ポケモンバイヤーを捕まえろ！コフーライ偽装作戦!!                 | 2014年 1月9日   | 米村正二 | 川田武範     | 浅田裕二          | 岩根雅明                                          |
| 13   | ニンフィアVSケロマツ！幼稚園は大さわぎ!!                         | 1月16日         | 藤田伸三 | 冨安大貴     | 小林調            | 古川博之 田中一真                                 |
| 14   | ぶきみな雨宿り！ニャスパーは見ていた!!                           | 1月30日         | 大橋志吉 | うえだしげる | うえだしげる      | 緒方厚                                            |
| 15   | ハリマロンVSマフォクシー！ダイエットバトル!?                     | 2月6日          | 武上純希 | 尼野浩正     | 吉村文宏          | 篠原隆                                            |
| 16   | デデンネがピチューで ピチューがデデンネで…!?                     | 2月13日         | 面出明美 | 末田宜史     | 末田宜史          | 志村泉                                            |
| 17   | ケロマツ対ゲコガシラ！忍者バトル!!                               | 2月20日         | 米村正二 | 浅田裕二     | 浅田裕二          | 岩根雅明                                          |
| 18   | カビゴンを起こせ！パルファム宮殿でバトルです!                    | 2月27日         | 武上純希 | 古賀一臣     | 古賀一臣          | 夏目久仁彦                                        |
| 19   | マダムXの陰謀！恐怖のカラマネロ!!                                | 3月13日         | 藤田伸三 | 尼野浩正     | 瀬谷新二          | 瀬谷新二 篠原隆                                   |
| 20   | 挑戦バトルシャトー! ビオラ対ザクロ!!                             | 3月20日         | 冨岡淳広 | 樋口香里     | 前園文夫          | 小山知洋                                          |
| 21   | デビューです！セレナとフォッコでポケビジョン!!                   | 3月27日         | 米村正二 | 尼野浩正     | 古賀一臣          | 案浦達哉                                          |
| 22   | 黄金のコイキングを釣り上げろ!!                                   | 4月10日         | 大橋志吉 | 西田健一     | 西田健一          | 堤舞                                              |
| 23   | オーロラの絆！アマルスとアマルルガ!!                             | 4月17日         | 面出明美 | 川田武範     | 浅田裕二          | 岩根雅明                                          |
| 24   | ショウヨウジム戦！ピカチュウ対チゴラス!!                         | 4月24日         | 冨岡淳広 | 加瀬充子     | 前園文夫          | 緒方厚                                            |
| 25   | ペロッパフとペロリーム!!甘い戦いはあまくない!?                   | 5月8日          | 園田英樹 | 樋口香里     | 西田健一          | 夏目久仁彦                                        |
| 26   | フラベベと妖精の花！                                             | 5月15日         | 武上純希 | 尼野浩正     | 末田宜史          | 志村泉                                            |
| 27   | チャンピオン・カルネ登場！霧の中のメガサーナイト!!               | 5月22日         | 米村正二 | 吉村文宏     | 山口頼房          | 篠原隆 山田桃子                                   |
| 28   | ジャジャーン！ニセ サトシ現る!!                                  | 5月29日         | 大橋志吉 | 川田武範     | 浅田裕二          | 岩根雅明                                          |
| 29   | コルニとルカリオ！メガシンカの秘密!!                             | 5月29日         | 藤田伸三 | 加瀬充子     | うえだしげる      | 小山知洋                                          |
| 30   | ルカリオVSバシャーモ！試練の洞窟!!                               | 6月5日          | 面出明美 | 尼野浩正     | 古賀一臣          | 玉川明洋                                          |
| 31   | メガルカリオ対メガルカリオ！波導の嵐!!                           | 6月12日         | 冨岡淳広 | 樋口香里     | 冨安大貴          | 松永香苗 田島瑞穂                                 |
| 32   | 呼び合う心！波導のむこうへ!!                                     | 6月19日         | 大橋志吉 | 西田健一     | 吉村文宏          | 金子匡邦                                          |
| 33   | メガルカリオ対メガクチート！メガシンカの絆!!                     | 7月3日          | 藤田伸三 | 浅田裕二     | 浅田裕二          | 岩根雅明                                          |
| 34   | 森のチャンピオン！ルチャブル登場!!                               | 7月10日         | 武上純希 | 末田宜史     | 末田宜史          | 藤田友                                            |
| 35   | スカイバトル!?ルチャブル対ファイアロー!!                         | 7月24日         | 大橋志吉 | 尼野浩正     | 渡辺正彦          | 夏目久仁彦                                        |
| 36   | うつしみの洞窟！鏡の国のサトシとサトシ!?                         | 7月31日         | 米村正二 | 飯島正勝     | 前園文夫          | 志村泉                                            |
| 37   | 蠢く森のオーロット！                                             | 8月7日          | 米村正二 | 吉村文宏     | 西田健一          | 篠原隆                                            |
| 38   | ポケモン・サマーキャンプ！ライバル三人組登場!!                   | 8月14日         | 冨岡淳広 | 富沢信雄     | 西田健一          | 小山知洋                                          |
| 39   | セレナVSサナ！ポケビジョン対決!!                                 | 8月21日         | 冨岡淳広 | 川田武範     | 古賀一臣          | 玉川明洋                                          |
| 40   | ポケエンテーリング！霧の中のX!!                                  | 8月28日         | 武上純希 | 樋口香里     | 末田宜史          | 篠原隆 青木一紀 山田桃子                          |
| 41   | チームバトル！殿堂入り決戦!!                                     | 9月4日          | 冨岡淳広 | 飯島正勝     | うえだしげる      | 田島瑞穂                                          |
| 42   | マスタータワー！メガシンカの歴史!!                               | 9月18日         | 面出明美 | 尼野浩正     | 渡辺正彦          | 夏目久仁彦                                        |
| 43   | シャラジム戦！ピカチュウVSメガルカリオ!!                         | 9月25日         | 冨岡淳広 | 冨安大貴     | 冨安大貴          | 志村泉                                            |
| 44   | シトロン対ユリーカ!?ニャオニクスできょうだいバトル!!             | 10月2日         | 面出明美 | 富沢信雄     | 柳瀬雄之          | 佐野陽子                                          |
| 45   | どじっこプクリンVS暴走ボーマンダ!!                               | 10月9日         | 園田英樹 | 前園文夫     | 前園文夫          | 緒方厚                                            |
| 46   | セレナ、初ゲット!?ヤンチャムVSフォッコ!!                         | 10月16日        | 大橋志吉 | 川田武範     | 浅田裕二          | 岩根雅明                                          |
| 47   | シトロン、想い出のキャンパス！電撃の再会!!                       | 10月23日        | 藤田伸三 | 金崎貴臣     | 末田宜史 冨安大貴 | 小山知洋                                          |
| 48   | 出動ラプラス防衛隊！ユリーカがんばる!!                           | 10月30日        | 米村正二 | 尼野浩正     | 鈴木卓夫          | 斉藤圭太 青木一紀 山田桃子                        |
| 49   | 踊れヤンチャム、魅せろフォッコ！明日へのステップ!!               | 11月13日        | 大橋志吉 | 樋口香里     | 古賀一臣          | 松永香苗 玉川明洋                                 |
| 50   | 海底の城！クズモーとドラミドロ!!                                 | 11月20日        | 藤田伸三 | 吉村文宏     | 吉村文宏          | 斉藤圭太 郷津春奈                                 |
| 51   | ルチャブルとダークルチャブル！                                   | 11月27日        | 武上純希 | 池添隆博     | 西田健一          | 田島瑞穂                                          |
| 52   | 忍法対決！ゲコガシラ対ガメノデス!!                               | 12月11日        | 藤田伸三 | 金崎貴臣     | 渡辺正彦          | 夏目久仁彦                                        |
| 53   | セレナの本気！激走メェークルレース!!                             | 12月18日        | 面出明美 | 川田武範     | 浅田裕二          | 岩根雅明                                          |
| 54   | カラマネロ対マーイーカ！絆は世界を救う!!                         | 12月25日        | 藤田伸三 | 尼野浩正     | 吉村文宏          | 篠原隆                                            |
| 55   | 最弱のドラゴン!?ヌメラ登場!!                                     | 2015年 1月8日   | 米村正二 | 樋口香里     | うえだしげる      | 志村泉                                            |
| 56   | デデンネがんばる！ヌメラのために!!                               | 1月15日         | 大橋志吉 | 金崎貴臣     | 浅見松雄 柳瀬雄之 | 佐野陽子 西川真人 津金えみ                        |
| 57   | バニプッチ・パニック！ホワイトアウトはこおりごおり!!             | 1月22日         | 武上純希 | 西田健一     | 西田健一          | 緒方厚                                            |
| 58   | ヒヨクジム戦！ゲコガシラVSゴーゴート!!                           | 1月29日         | 米村正二 | 浅田裕二     | 浅田裕二          | 岩根雅明                                          |
| 59   | サトシとセレナ初デート!?誓いの樹とプレゼント!!                   | 2月5日          | 面出明美 | 山口健太郎   | 山口健太郎        | 斉藤圭太 内田裕 篠原隆                            |
| 60   | 目指せカロスクイーン！セレナ、デビューです!!                     | 2月12日         | 冨岡淳広 | 冨安大貴     | 冨安大貴          | 堤舞                                              |
| 61   | 荒野の決闘！戦えヌメラ!!                                         | 2月19日         | 大橋志吉 | 尼野浩正     | 渡辺正彦          | 夏目久仁彦                                        |
| 62   | サイエンスの未来を守れ！電気の迷宮!!                             | 2月26日         | 武上純希 | 金崎貴臣     | 前園文夫          | 小山知洋                                          |
| 63   | 迷い道は分かれ道!?ムサシとソーナンス!!                           | 3月5日          | 米村正二 | 浅田裕二     | 浅田裕二          | 岩根雅明                                          |
| 64   | フォッコVSマフォクシー！華麗なるパフォーマーバトル!!             | 3月12日         | 面出明美 | 村野佑太     | 鈴木卓夫          | 中村路之将                                        |
| 65   | カメール、ライチュウ登場！ヌメイルがんばる!!                     | 3月26日         | 藤田伸三 | 樋口香里     | 西田健一          | 志村泉                                            |
| 66   | ミアレシティ捜査線！シトロイド対ブラック・シトロイド!!           | 4月2日          | 大橋志吉 | 木村哲       | 南川達馬          | 青木一紀 内田裕 斉藤圭太                          |
| 67   | ミアレジム戦！サトシVSシトロン!!                                 | 4月9日          | 冨岡淳広 | 金崎貴臣     | 関野昌弘          | 西谷泰史 松永香苗                                 |
| 68   | 狙われたメガシンカ！ガブリアスの絆!!                             | 4月16日         | 武上純希 | 尼野浩正     | 西田健一          | 篠原隆                                            |
| 69   | 湿地帯の戦い！ヌメルゴン対フラージェス!!                         | 4月23日         | 藤田伸三 | うえだしげる | うえだしげる      | 緒方厚                                            |
| 70   | 決着！ヌメルゴン虹の彼方に!!                                     | 4月30日         | 藤田伸三 | 樋口香里     | 南川達馬          | 片山みゆき                                        |
| 71   | 運勢最悪？ユリーカ対ニャース!!                                   | 5月7日          | 大橋志吉 | 尼野浩正     | 渡辺正彦          | 夏目久仁彦                                        |
| 72   | こわいイエのおもてなし！                                         | 5月14日         | 米村正二 | 飯島正勝     | 前園文夫          | 小山知洋                                          |
| 73   | ファッションショーでバトルです！タツベイVSシュシュプ!!           | 5月21日         | 面出明美 | 村野佑太     | 西田健一          | 志村泉                                            |
| 74   | クノエジム戦！美しきフェアリーの罠!!                             | 5月28日         | 冨岡淳広 | 樋口香里     | 大和田淳          | 篠原隆 篠原信子 上杉遵史 清水健一 志村泉 酒井裕未 |
| 75   | ライバルバトル3本勝負！明日に向かって!!                          | 6月4日          | 冨岡淳広 | 木村哲       | 関野昌弘          | 西谷泰史 新村杏子 黒石崇裕 田島瑞穂 堤舞          |
| 76   | 風とタマゴとオンバット！                                         | 6月11日         | 大橋志吉 | 前園文夫     | 能海知佳          | 篠原隆 新村杏子 黒石崇裕 田島瑞穂                 |
| 77   | 挑戦ポケモンスカイリレー！飛べ、オンバット!!                     | 6月18日         | 藤田伸三 | 金崎貴臣     | 西田健一          | 緒方厚                                            |
| 78   | ピカチュウはスター!?映画デビュー!!                               | 6月18日         | 園田英樹 | 尼野浩正     | 前園文夫          | 篠原隆                                            |
| 78   | How to ピカチュウ・ザ・ムービー！よーい！アクション!!            | 6月18日         | 園田英樹 | 尼野浩正     | 前園文夫          | 内田裕                                            |
| 78   | 迅雷のヒーロー！スーパーピカチュウ!!                             | 6月18日         | 園田英樹 | 尼野浩正     | 前園文夫          | 斉藤圭太                                          |
| 78   | ピカチュウのドキドキNG大賞                                       | 6月18日         | 園田英樹 | 尼野浩正     | 前園文夫          | 中村路之将                                        |
| 79   | 激闘モンスターボール工場！ピカチュウVSニャース!!                 | 6月25日         | 米村正二 | 三浦陽       | 浅田裕二          | 岩根雅明                                          |
| 80   | テールナーとヤンチャム!!魅せろ炎のパフォーマンス!!               | 7月2日          | 面出明美 | 村野佑太     | 松田清            | 新村杏子                                          |
| 81   | 時をかけるサトシ！ロトムの願い！                                 | 7月9日          | 武上純希 | 木村哲       | 渡辺正彦          | 夏目久仁彦 直井由紀                               |
| 82   | パンプジンフェスティバル！さよならバケッチャ!?                   | 7月23日         | 大橋志吉 | 樋口香里     | 前園文夫          | 松田芳明                                          |
| 83   | 雪山をこえて！マンムーとユキノオー!!                             | 7月30日         | 米村正二 | うえだしげる | うえだしげる      | 小山知洋                                          |
| 84   | ハリマロン！はじめてのおつかい!!                                 | 8月13日         | 面出明美 | 尼野浩正     | 則座誠            | 小関雅                                            |
| 85   | 折れた小枝・折れた心！テールナーの強き思い!!                     | 8月20日         | 武上純希 | 松田清       | 松田清            | 志村泉                                            |
| 86   | シャッターチャンスはファイヤー！伝説を撮れ!!                     | 8月27日         | 藤田伸三 | 村野佑太     | いわもとやすお    | 篠原隆                                            |
| 87   | ユリーカお世話です！甘えん坊のチゴラス!!                         | 9月10日         | 大橋志吉 | 木村哲       | 前園文夫          | 空流辺広子                                        |
| 88   | 追憶のトレイン！シトロンとホルビー!!                             | 9月17日         | 米村正二 | 金崎貴臣     | 渡辺正彦          | 直井由紀                                          |
| 89   | イーブイはひとみしり!?お花畑でつかまえて!!                       | 9月24日         | 面出明美 | 尼野浩正     | 西田健一          | 青木一紀 斉藤圭太 中村路之将 千葉茂               |
| 90   | タッグバトルは友情バトル！イーブイ初参戦!!                       | 10月1日         | 面出明美 | 樋口香里     | 前園文夫          | 松田芳明 飯飼一幸                                 |
| 91   | ハッピーダンスはクイズのあとで!?トライポカロン・ヒャッコク大会!! | 10月8日         | 面出明美 | 村野佑太     | 小平麻紀          | 緒方厚                                            |
| 92   | カロスの危機！巨大日時計の戦い!!                                 | 10月15日        | 冨岡淳広 | 木村哲       | うえだしげる      | 瀬谷新二 篠原隆 青木一紀                          |
| 93   | ヒャッコクジムのダブルバトル！ゴジカの未来予知!!                 | 10月22日        | 冨岡淳広 | 浅田裕二     | 浅田裕二          | 岩根雅明                                          |

### XY&Z（各話リスト）
| 話数           | 通算 話         | サブタイトル                                         | 放送日          | 脚本     | 絵コンテ   | 演出                                | 作画監督                                       |
| -------------- | --------------- | ---------------------------------------------------- | --------------- | -------- | ---------- | ----------------------------------- | ---------------------------------------------- |
| 1              | 94              | Z爆誕！カロスに潜む者!!                              | 2015年 10月29日 | 冨岡淳広 | 金崎貴臣   | 西田健一                            | 西谷泰史 大橋藍人                              |
| 2              | 95              | 熱血ハリボーグ！狙われたプニちゃん!!                 | 11月5日         | 大橋志吉 | 平牧大輔   | 則座誠                              | 小関雅                                         |
| 3              | 96              | メガタブンネVSギガギガニャース!!                     | 11月12日        | 武上純希 | 飯島正勝   | うえだしげる                        | 志村泉 小山知洋 一石小百合 福江光恵            |
| 4              | 97              | シシコとカエンジシ！炎の旅立ち!!                     | 11月19日        | 園田英樹 | 村野佑太   | 渡辺正彦                            | 夏目久仁彦 直井由紀                            |
| 5              | 98              | ピカチュウ、プニちゃんの夢を見る！                   | 11月26日        | 武上純希 | 木村哲     | 渡部周                              | 北島勇樹 中野彰子                              |
| 6              | 99              | ようこそ忍者村へ！英雄ゲッコウガの伝説!!             | 12月3日         | 藤田伸三 | 樋口香里   | 吉村文宏                            | 中村路之将                                     |
| 7              | 100             | 忍者村決戦！ゲコガシラ対キリキザン!!                 | 12月10日        | 藤田伸三 | 飯島正勝   | うえだしげる                        | 志村泉                                         |
| 8              | 101             | 踊れイーブイ！トライポカロン・デビュー!!             | 12月17日        | 大橋志吉 | 秋山勝仁   | 大和田淳                            | 緒方厚 毛利和昭 小山知洋                       |
| 9              | 102             | ついの洞窟！動き出したZの謎!!                        | 12月24日        | 冨岡淳広 | 浅田裕二   | 浅田裕二                            | 岩根雅明                                       |
| 10             | 103             | ユリーカとプニちゃん！                               | 2016年 1月14日  | 藤田伸三 | 村野佑太   | 守泰祐 藤本ジ朗 吉川志我津 高村雄太 | 中屋了 糸井恵 西村彩                           |
| 11             | 104             | オンバットとフラエッテ！風の中のめぐりあい!!         | 1月21日         | 米村正二 | 尼野浩正   | いわもとやすお                      | 篠原隆                                         |
| 12             | 105             | サトシとセレナ！ダンスパーティでゲットだぜ!!         | 1月28日         | 面出明美 | 樋口香里   | 渡辺正彦                            | 夏目久仁彦 直井由紀                            |
| 13             | 106             | 最強メガバトル！ゲッコウガVSメガリザードン!!         | 2月4日          | 冨岡淳広 | もりたけし | 前園文夫                            | 上杉遵史                                       |
| 14             | 107             | 爆裂グランドフォース！ジガルデ捕獲作戦!!             | 2月11日         | 冨岡淳広 | 浅田裕二   | 浅田裕二                            | 岩根雅明                                       |
| 15             | 108             | 荒野のブリガロン！木を植えるロボン!!                 | 2月18日         | 米村正二 | 尼野浩正   | うえだしげる                        | 小山知洋                                       |
| 16             | 109             | マスタークラスの試練！どうするセレナ!?               | 2月25日         | 面出明美 | 高橋知也   | 高橋知也                            | 松田真路                                       |
| 17             | 110             | サンダーとオンバーン！怒りの雷撃!!                   | 3月3日          | 園田英樹 | 北原広大   | 渡部周                              | 北島勇樹 中野彰子 黄英植 金明心                |
| 18             | 111             | レフトとライト！揺れる心のカメテテ!!                 | 3月10日         | 武上純希 | 吉村文宏   | 仲野良                              | 篠原隆 荻野美希                                |
| 19             | 112             | マスタークラス開幕！火花散る乙女の激闘!!             | 3月17日         | 面出明美 | 樋口香里   | 大和田淳                            | 田島瑞穂 大橋藍人                              |
| 20             | 113             | エルVSセレナ！開け未来への扉!!                       | 3月24日         | 面出明美 | 冨安大貴   | 関野昌弘                            | 篠原隆                                         |
| 21             | 114             | シトロンの花嫁!?ユリーカのシルブプレパニック!!       | 4月7日          | 大橋志吉 | 尼野浩正   | 渡辺正彦                            | 夏目久仁彦 直井由紀                            |
| 22             | 115             | セレナ、サトシになる！最強ピカチュウ対決!!           | 4月14日         | 松井亜弥 | 高橋知也   | 小平麻紀                            | 中川洋未                                       |
| 23             | 116             | サトシとアラン！ゲッコウガVSメガリザードンふたたび!! | 4月21日         | 冨岡淳広 | 関野昌弘   | 浅田裕二                            | 岩根雅明                                       |
| 24             | 117             | 森の呪いと白いボクレー！                             | 4月28日         | 藤田伸三 | 尼野浩正   | 阿部雅司                            | 服部益実 平良哲朗 金孝恩                       |
| 25             | 118             | サトシ対チャンピオン・カルネ！VSメガサーナイト!!     | 5月5日          | 米村正二 | 樋口香里   | 仲野良                              | 千葉茂 内田裕 上杉遵史                         |
| 26             | 119             | ライバル対決！サトシVSショータ!!                     | 5月12日         | 藤田伸三 | 博多正寿   | 大和田淳                            | 緒方厚 小山知洋                                |
| 27             | 120             | エイセツジム戦！氷のバトルフィールド!!               | 5月19日         | 冨岡淳広 | 関野昌弘   | 浅田裕二                            | 岩根雅明                                       |
| 28             | 121             | 迷いの森… 進化の夜明け！                             | 5月26日         | 冨岡淳広 | 冨安大貴   | 渡辺正彦                            | 夏目久仁彦 直井由紀                            |
| 29             | 122             | サトシゲッコウガVSメガユキノオー！発動巨大水手裏剣!! | 6月2日          | 冨岡淳広 | 浅田裕二   | 浅田裕二                            | 岩根雅明                                       |
| 30             | 123             | メレシーを探せ！ヌメルゴンとデデンネ!!               | 6月9日          | 大橋志吉 | 尼野浩正   | 高橋知也                            | 清水健一 山田桃子 斉藤圭太 篠原隆 上杉遵史     |
| 31             | 124             | 爆熱の機巧フェスティバル！                           | 6月16日         | 大橋志吉 | 尼野浩正   | 榎本守                              | 鷲田敏弥 小川一郎                              |
| 32             | 125             | カロスリーグ開幕！メガリザードン対決・X対Y!!         | 6月30日         | 園田英樹 | 樋口香里   | 仲野良                              | 松田真路                                       |
| 33             | 126             | メガジュカイン対ライチュウ！経験値いただきます!!     | 7月7日          | 松井亜弥 | 紅優       | 西田健一                            | 志村泉 窪敏 服部益実 なまためやすひろ 小山知洋 |
| 34             | 127             | 準決勝フルバトル！サトシ対ショータ!!                 | 7月21日         | 面出明美 | 飯島正勝   | 前園文夫                            | 篠原隆                                         |
| 35             | 128             | ライバル決戦！サトシゲッコウガVSメガジュカイン!!     | 7月28日         | 面出明美 | 志村錠児   | 浅利藤彰                            | 志村泉 大橋藍人                                |
| 36             | 129             | 激闘カロスリーグ！集え、すべての熱き想いよ!!         | 8月4日          | 冨岡淳広 | 尼野浩正   | 渡辺正彦                            | 夏目久仁彦 直井由紀                            |
| 37             | 130             | 決勝戦！サトシ対アラン!!                             | 8月11日         | 藤田伸三 | 浅田裕二   | 浅田裕二                            | 岩根雅明                                       |
| 38             | 131             | カロスリーグ優勝！サトシ頂上決戦!!                   | 8月18日         | 藤田伸三 | 飯島正勝   | 飯島正勝                            | 西谷泰史 小山知洋                              |
| 39             | 132             | 襲撃フレア団！プリズムタワーのジガルデ!!             | 8月25日         | 冨岡淳広 | 尼野浩正   | 吉村文宏                            | 内田裕 青木一紀 中村路之将 篠原隆 小山知洋     |
| 40             | 133             | 衝撃ジガルデ対ジガルデ！壊れゆく世界!!               | 9月1日          | 冨岡淳広 | 高橋知也   | 佐々木勅嘉                          | 三股浩史 伊藤悠太 板倉健                       |
| 41             | 134             | 突撃ミアレジム！シトロイドよ永遠に!!                 | 9月8日          | 冨岡淳広 | 志村錠児   | 前園文夫                            | 阿浪純司 上杉遵史                              |
| 42             | 135             | 進撃する巨石！カロス防衛線!!                         | 9月15日         | 冨岡淳広 | 樋口香里   | 仲野良                              | 緒方厚 小山知洋                                |
| 43             | 136             | 反撃のジガルデ！カロス最終決戦!!                     | 9月15日         | 冨岡淳広 | 浅田裕二   | 浅田裕二                            | 岩根雅明                                       |
| 44             | 137             | はじまりはゼロ！シトロンの決断!                      | 10月6日         | 藤田伸三 | 尼野浩正   | 西田健一                            | 入江健司 上田美由紀                            |
| 45             | 138             | サトシとラストバトル！セレナの選択!!                 | 10月13日        | 面出明美 | 高橋知也   | 渡辺正彦                            | 夏目久仁彦 直井由紀                            |
| 46             | 139             | さらばサトシゲッコウガ！クセロシキの逆襲!!           | 10月20日        | 米村正二 | 吉村文宏   | 吉村文宏                            | 篠原隆                                         |
| 47             | 140             | 終わりなきゼロ！また逢う日まで!!                     | 10月27日        | 冨岡淳広 | 矢嶋哲生   | 矢嶋哲生                            | 広岡トシヒト 大橋藍人 小山知洋                 |
| 48 （特別編1） | 141 （特別編1） | XYZの伝説！                                          | 11月3日         | 冨岡淳広 | 牧野吉高   | しぎのあきら                        | 青野厚司 小野晃                                |
| 49 （特別編2） | 142 （特別編2） | 最強の二人！シトロンとデント!!                       | 11月10日        | 米村正二 | 尼野浩正   | 榎本守                              | 鷲田敏弥 小川一郎                              |

## 社会的出来事に伴う影響
テレビ東京系列において2014年4月24日に放送予定であった、本来の第24話に当たる「海底の城！クズモーとドラミドロ!!」は都合により放送延期となった。当該エピソードはサトシ達が大昔に沈没した船を探索するという内容であり、同月16日に発生したセウォル号沈没事故に配慮したものと見られる。なお当日は、同年5月8日に放送予定であった本来の第25話に当たる「ショウヨウジム戦！ピカチュウ対チゴラス!!」を繰り上げて第24話として放送した。冒頭では内容変更のお断りテロップが添えられ、また直前のアニメ『GO-GO たまごっち!』からのジャンクションも、直後のアニメ『NARUTO -ナルト- 疾風伝』の番宣CMに差し替えられた。
その後、当該エピソードは同年11月20日に第50話として放送された。放送に際して、主題歌とミニコーナーは放送時の前後回と同じものに変更されたが、ストーリーは本来放送予定だった時のままであり、前後回とは時系列が繋がっていない。そのため第50話は番外編扱いとなった。
レンタルDVDにおいても、すでに8月の時点で「ショウヨウジム戦！ピカチュウ対チゴラス!!」のソフト化が完了していたこともあり、本放送時と同様の順番で収録されている。一方、『ポケモンゲット☆TV』内での再放送では、当初の放送予定順（ストーリー順）通りに放送されており、2015年8月9日に第23話「オーロラの絆！アマルスとアマルルガ!!」が放送された後、翌週（8月16日）に「海底の城！クズモーとドラミドロ!!」が、翌々週（8月23日）に「ショウヨウジム戦！ピカチュウ対チゴラス!!」が放送された。

## 劇場版

### 映画
| 公開順 | 長編                         | 短編                             | 公開日        |
| ------ | ---------------------------- | -------------------------------- | ------------- |
| 1-17   | 破壊の繭とディアンシー       | ピカチュウ、これなんのカギ?      | 2014年7月19日 |
| 2-18   | 光輪の超魔神 フーパ          | ピカチュウとポケモンおんがくたい | 2015年7月18日 |
| 3-19   | ボルケニオンと機巧のマギアナ | -                                | 2016年7月16日 |

### プラネタリウム映画
ポケットモンスター XY 宇宙の破片（そらのはへん）
2014年7月より、「コニカミノルタプラネタリウム“天空”in 東京スカイツリータウン（R）」「コニカミノルタプラネタリウム“満天”in Sunshine City」他で、360度全天周用プラネタリウム映画が上映。OPとEDとその映像は初期のものが使用され、登場する宇宙飛行士のお姉さんはジョーイ役の赤﨑千夏が演じた。

## 特別番組

### ゲームに! アニメに!! ポケモン赤・緑から最新作X・Yまで大特集SP
『ポケットモンスター』のゲーム・アニメを特集した特別番組。これまで発売されたゲームシリーズやテレビアニメを振り返りながらゲーム『X・Y』やスペシャルアニメ『ポケットモンスター THE ORIGIN』の情報を放送。
| 放送地域       | 放送局         | 放送期間      | 放送日時                     | 放送系列              | 備考             |
| -------------- | -------------- | ------------- | ---------------------------- | --------------------- | ---------------- |
| 関東広域圏     | テレビ東京     | 2013年9月23日 | 月曜 8:00 - 8:30             | テレビ東京系列        | リピート放送あり |
| 日本全域       | BSジャパン     | 2013年9月27日 | 金曜（木曜深夜） 0:00 - 0:30 | テレビ東京系列 BS放送 | リピート放送あり |
| 岡山県・香川県 | テレビせとうち | 2013年9月28日 | 土曜（金曜深夜） 1:53 - 2:23 | テレビ東京系列        |                  |
| 福岡県         | TVQ九州放送    | 2013年9月29日 | 日曜（土曜深夜） 1:55 - 2:25 | テレビ東京系列        |                  |
| 大阪府         | テレビ大阪     | 2013年10月1日 | 火曜（月曜深夜） 1:15 - 1:45 | テレビ東京系列        |                  |
| 北海道         | テレビ北海道   | 2013年10月2日 | 水曜（火曜深夜） 2:35 - 3:05 | テレビ東京系列        |                  |
| 愛知県         | テレビ愛知     | 2013年10月2日 | 水曜（火曜深夜） 2:35 - 3:05 | テレビ東京系列        |                  |

### ポケットモンスター XY 特別編 最強メガシンカ
テレビ東京系列で『XY』枠を使い、不定期に放送されたスペシャルアニメシリーズ。「メガシンカ」を極める旅をしている青年トレーナー・アランが主役となっている。マノンの台詞からサトシの名前が出てくる、プラターヌ博士が登場するなど、世界観は本編とリンクしている事が窺える。本編第68話ではプラターヌ博士の回想で彼の助手をしていた頃のアランが登場した。第71話からのオープニングでもアランとリザードンが登場。「Act IV」をもって完結し、物語は「XY&Z」本編へ続くこととなり、一部のキャラは「XY&Z」本編にて引き続き登場する。「XY&Z」の第13話でアランが本格的にサトシ達と共演した。
本編の第41話から第54話までのエンディング後には、本作の登場人物が二頭身のデフォルメキャラになり、メガシンカポケモンを紹介するコーナー「マノンのメガシンカ絵日記」が放送されていた。
レギュラー放送には含まれないが、レンタルDVDやキッズステーションの再放送では、本編の話数に組み込まれる形でカウントされている。
- 第1弾「Act I」は、2014年4月3日に放送。
- 第2弾「Act II」は、同年11月6日に放送。
- 第3弾「Act III」は、2015年3月19日に放送。
- 第4弾「Act IV」は、同年10月29日・12月31日[4]に放送。

#### 登場人物・キャスト
- アラン - 小野賢章
- マノン - 小松未可子
- ツワブキ・ダイゴ - 鈴村健一
- プラターヌ博士 - 土田大
- フラダリ - 手塚秀彰
- アヤカ - 沢井美優
- ルイ - 山寺宏一
- ズミ - 吉野裕行
- ジョーイ - 赤﨑千夏
- パキラ - 渡辺明乃
- ジガルデ・コア - 梶裕貴

#### スタッフ（特別編）
通常放送（『XY』）と異なるスタッフのみ記載。
- 撮影監督 - 鈴木大倫
- 撮影監修 - 柚木脇達己
- 脚本 - 冨岡淳広
- 絵コンテ・演出 - 浅田裕二
- 作画監督 - 岩根雅明
- アシスタントプロデューサー - 生田健（Act I）→佐藤慎（Act II - ）、山内未來（テレビ東京）
- 制作デスク - 増谷大輔、網中望（Act II - ）

#### エンディングテーマ（特別編）
「メガV（メガボルト）」
作詞・歌 - 遊助 / 作曲 - たなかひろかず / 編曲 - 塩川満己（ソニー・ミュージックレコーズ）

#### 各話リスト（特別編）
放送日は全てテレビ東京系列のもの。話数（Act）は放送順。
| Act | 放送日         |
| --- | -------------- |
| I   | 2014年 4月3日  |
| II  | 11月6日        |
| III | 2015年 3月19日 |
| IV  | 10月29日       |